# 松林院
松林院（しょうりんいん）は京都市下京区猪熊五条下る柿本町にある日蓮宗の寺院。
山号は天霊山。大本山本圀寺の筆頭塔頭で東大坊と称されていた。

## 歴史
開山は日蓮聖人の直弟子である六老僧日朗上人の高弟の九老僧、妙音阿闍梨日行上人で、曆應元年(1338)、下野（現在の栃木県）浮田に天霊寺と号して創建された。しかし、日行上人の兄弟子である大本山本圀寺第4世日静上人（九老僧日印上人の弟子）によって京都六条堀川に移転するのに際に、貞和元年（1345）に法性寺、勧持院（西大坊）、持珠院（北大坊）、戒善院（南大坊）の４ヶ寺と共に随行し、京都姉小路に布教の場を変える。その後、応仁の乱（1477）で焼失し、本圀寺内に塔頭寺院として再建。以後、開山の院号にちなみ天霊山松林院と改称。移転後の開山は松林院日慶上人。創建後、度々兵火に焼かれ、現在の本堂は大正末期に建てられた。
山門は伏見城から移築されたもの。